# Parque Tezozómoc
El Parque Tezozómoc, nombrado así en honor a un gobernador tepaneca nacido en 1427, está ubicado al norte de la Ciudad de México en la Alcaldía Azcapotzalco, cercano a la Unidad Habitacional El Rosario y edificado sobre terrenos que pertenecieron a la misma hacienda del Rosario.
Su construcción estuvo a cargo del paisajista y arquitecto mexicano Mario Schjetnan, como parte de las obras complementarias de la línea 6 del Metro. Su diseño retoma la idea prehispánica de los grandes lagos en la Cuenca de México. El parque se inauguró el 21 de marzo de 1982.

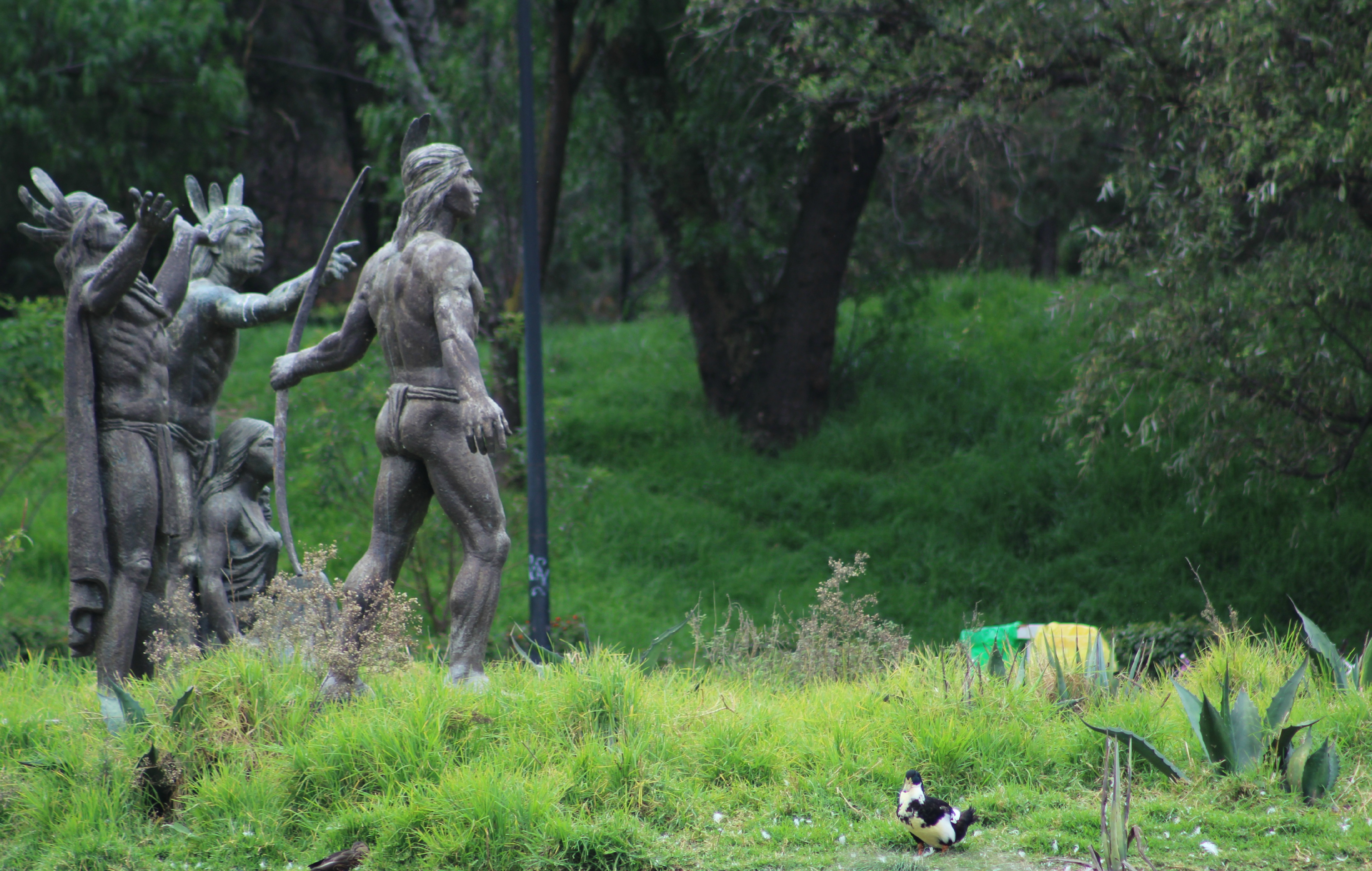
Monumento en el parque Tezozómoc.

Cuenta con 28 hectáreas y al centro del mismo parque hay un lago artificial e isleta, así como montículos que en conjunto recrean a escala el Valle de México en el siglo XV. Algunos señalamientos ubicados alrededor del lago indican la localización, también a escala, así como una breve historia, de los poblados asentados en la ribera del Lago de Texcoco durante la época prehispánica. Dichos montículos fueron construidos con la tierra proveniente de las excavaciones de la Línea 6 del Metro.
El parque cuenta con un lago, un teatro al aire libre, zonas de juegos para niños, pista para correr, plazuelas y senderos que están abiertos a todo el público de manera gratuita.

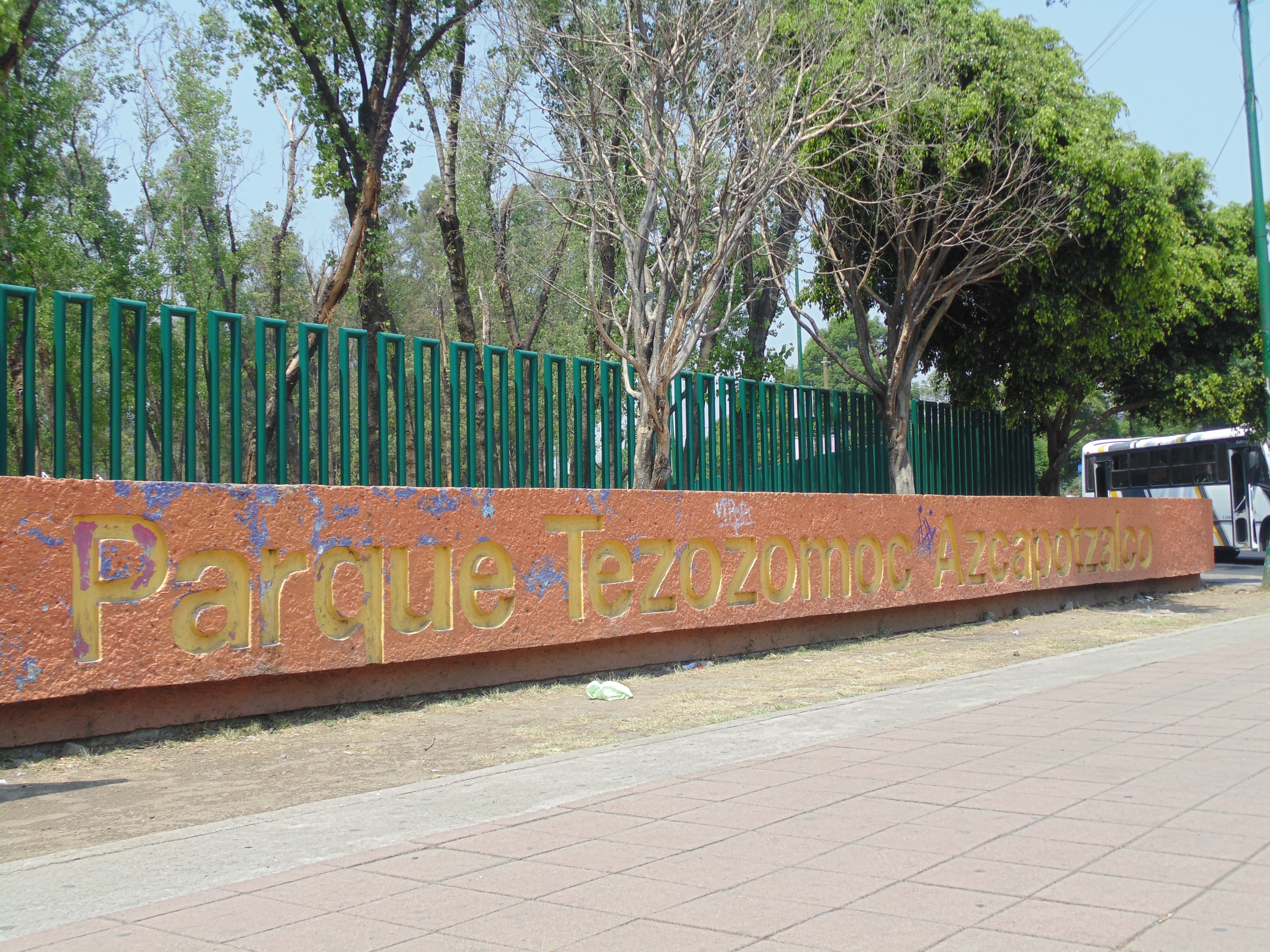
Parque Tezozómoc, Azcapotzalco.

Actualmente, el parque constituye un centro de recreación en este punto de la ciudad, sirviendo como sitio de esparcimiento, ya que cuenta con andadores, ciclopistas, zonas de juegos y pista de patinaje, así como canchas deportivas, lo que lo convierte en uno de los parques de gran importancia para este punto de la ciudad. Además, cuenta con áreas de juegos infantiles, juegos mecánicos, canchas de basquetbol y de tenis. 
La ciclopista tiene altos relieves, así como estaciones a todo lo largo donde se cuenta la historia del México prehispánico. Un sitio ideal para asistir con la familia, ejercitarse y recrearse sanamente.
También es un lugar de alto valor ecológico, ya que en él habitan ardillas y se han sentado en el lago algunas especies migratorias, como la garza blanca y el pato cucharón, así como algunas especies de gansos e invertebrados. El lago cuenta también con diversas especies acuáticas introducidas, como la carpa de Israel y la tortuga japonesa, liberadas por los ciudadanos.
Recibe en promedio cinco mil personas por semana y es un punto de encuentro en la alcaldía Azcapotzalco.

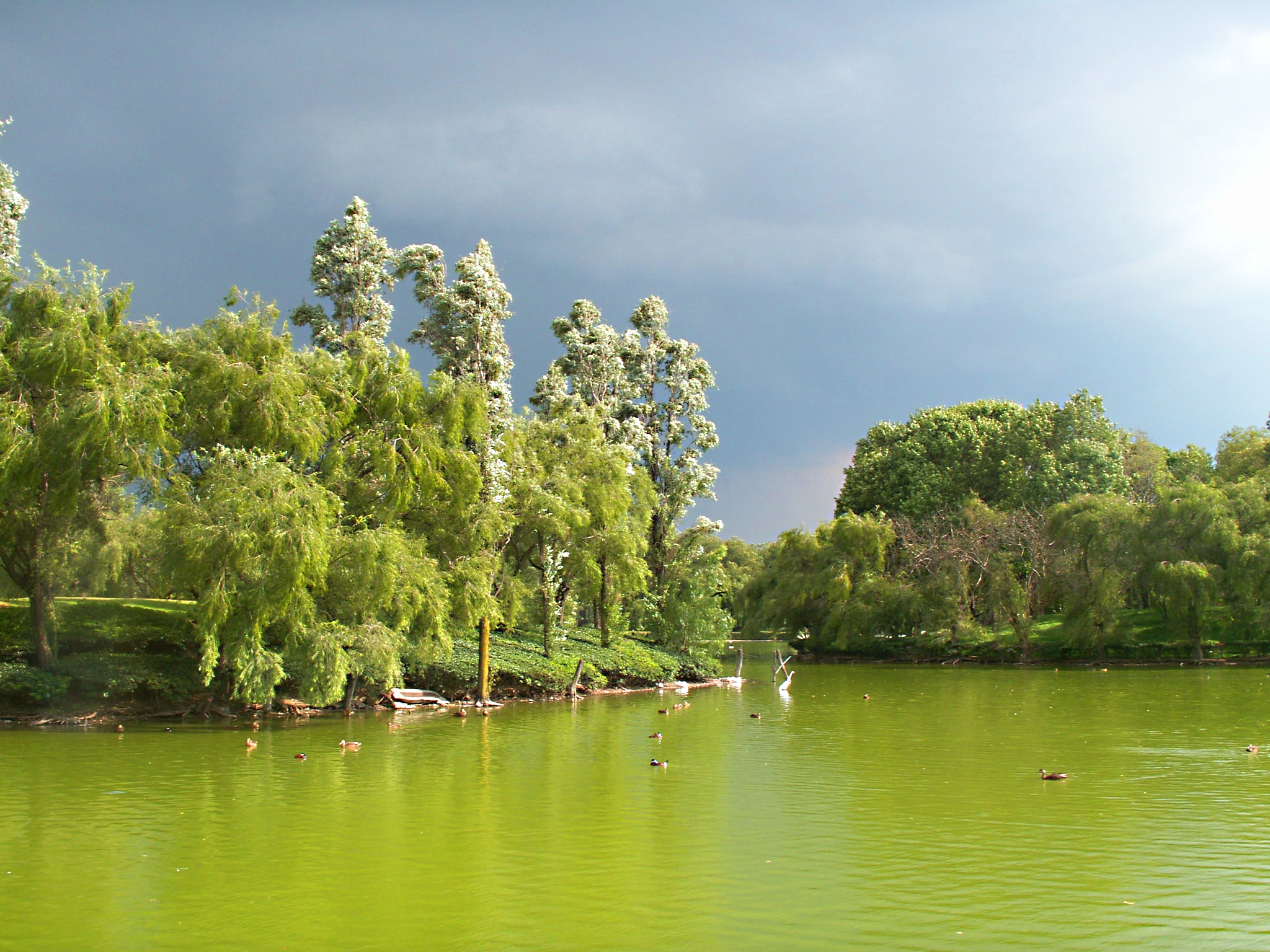
El lago artificial del parque Tezozómoc.